# Siège de Tlemcen (1299-1307)
Pour les articles homonymes, voir Siège de Tlemcen.
Le siège de Tlemcen de 1299 à 1307 désigne l'ensemble des opérations entreprises par l'armée du sultan mérinide Abu Yaqub Yusuf an-Nasr pour s'emparer de la ville de Tlemcen, capitale du Royaume zianide, pendant le conflit qui oppose alors les Mérinides aux Zianides. Le siège est levé à la suite de l'assassinat du souverain mérinide.

## Déroulement
Le siège de Tlemcen du 5 mai 1299 (mardi 2 Cha'ban 698) au 10 mai 1307 (mercredi 7 Dhou'l-Qa'da 706), est un des épisodes militaires des nombreux conflits qui opposent les dynasties Mérinides et Zianides au cours des XIIIe et XIVe siècles au Maghreb central. Un des motifs des attaques d'Abu Yaqub contre les souverains zianides, est que ceux-ci entretenaient des relations avec le sultan de Grenade, B. Al Ahmer, et avec le roi chrétien Alphonse X alors que les Mérinides étaient en guerre contre ces « infidèles ».
Alors que le sultan zianide, Abou Said Othman (1283-1304), fils de Yaghmoracen Ibn Zyan (fondateur de la dynastie zianide), attaque Béjaïa, le sultan mérinide Abu Yaqub lance plusieurs attaques contre Tlemcen. Les remparts de la capitale zianide ne permettent pas à Abu Yaqub de remporter ses attaques. Il décide alors d'assiéger la ville et de l'affamer. Abou Said Othman revient rapidement à Tlemcen avant le blocus total de la ville. 
Au cours de ce siège, qui dure huit ans, Abu Yaqub ceinture Tlemcen de murs et édifie à l'ouest de la ville un camp composé d'un palais, d'une mosquée, d'habitations et de divers édifices pour son administration et son armée. Ce camp, faisant face à Tlemcen, se transforme peu à peu en cité mérinide. Cette nouvelle cité est nommée « le camp victorieux » (« el-Mahalla el Mançoura »), c'est la naissance de la ville de Mansourah.
La mort d'Abou Said Othman en 1304 ne met pas fin au siège. Son fils, Abou Ziyan, continue la résistance.
En 1307, Abu Yaqub est assassiné par un de ses eunuques. Cet événement entraîne la levée du siège de Tlemcen par l'armée mérinide qui regagne Fès, la capitale de la dynastie. Les Zianides reprennent alors possession de toutes leurs places fortes au Maghreb central.